# 朗什-圣伊莱尔
朗什-圣伊莱尔（法語：Lanches-Saint-Hilaire，法語發音：[lɑ̃ʃ sɛ̃.t‿ilɛʁ]）是法国上法蘭西大區索姆省的一个市镇，属于亚眠区。该市镇于1790-1794年间由朗什（Lanches）和圣伊莱尔（Saint-Hilaire）合并而成。

## 地理
朗什-圣伊莱尔（50°6'13"N, 2°8'22"E）面积5.45 平方千米，位于法国上法蘭西大區索姆省，该省份为法国北部沿海省份，北起加来海峡省和北部省，西接滨海塞纳省和大西洋英吉利海峡，南至瓦兹省，东临埃纳省。
与朗什-圣伊莱尔接壤的市镇（或旧市镇、城区）包括：贝尔讷伊、多马昂蓬蒂约、多梅蒙、埃佩康、戈尔日、里博库尔。
朗什-圣伊莱尔的时区为UTC+01:00、UTC+02:00（夏令时）。

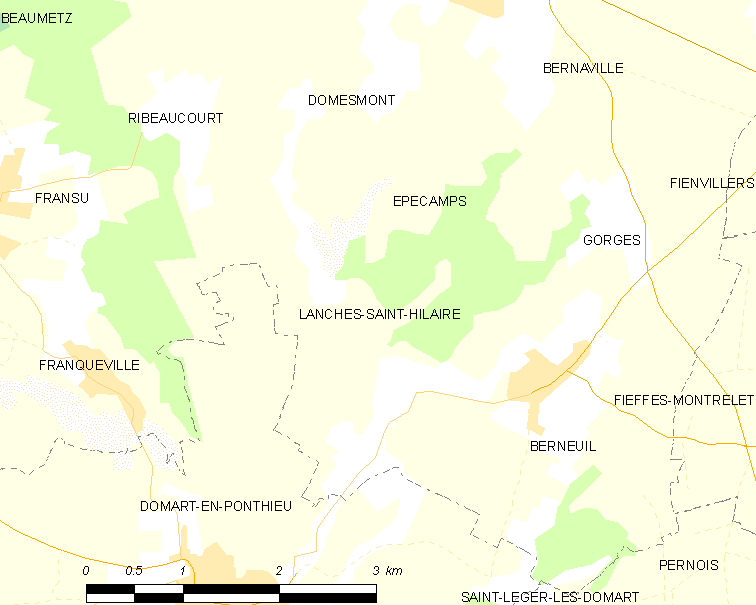
朗什-圣伊莱尔的OSM定位图

## 行政
朗什-圣伊莱尔的邮政编码为80620，INSEE市镇编码为80466。

## 政治
朗什-圣伊莱尔所属的省级选区为弗利克斯库尔县。

## 人口

1962-2008年间朗什-圣伊莱尔人口变化图示

朗什-圣伊莱尔于2022年1月1日时的人口数量为131人。